# Carillon (Riki)
Carillon è un singolo del cantautore italiano Riki, pubblicato il 28 marzo 2025 come secondo estratto dal terzo album in studio Casabase.

## Descrizione
Il brano, scritto dallo stesso cantautore e dedicato alla nonna scomparsa nel febbraio 2024, è prodotto da Matteo Galimberti, Daniele Ruspino e Lorenzo Di Leo e ha anticipato l'uscita dell'album Casabase, in uscita nel 2025.

## Promozione
Il brano è stato eseguito in anteprima dallo stesso cantautore l'8 dicembre 2024, durante la sua intervista nel programma Verissimo con la conduzione di Silvia Toffanin.

## Tracce
Testi di Riccardo Marcuzzo, musiche di Riccardo Marcuzzo, Matteo Galimberti, Daniele Ruspino e Lorenzo Di Leo.
1. Carillon – 3:39